# کنیاک (شهر)
کنیاک (به فرانسوی: Cognac) نام کمونی در شهرستان شرانت در جنوب غربی فرانسه است. نوشیدنی الکلی کنیاک به نام این محل خوانده می‌شود.